# Front d'Alliberament de l'Enclavament de Cabinda
El Front d'Alliberament de l'Enclavament de Cabinda (Portuguès: Frente para a Libertação do Enclave de Cabinda, FLEC) és un moviment guerriller que lluita per la independència de Cabinda amb relació a Angola.

## Història
El primer moviment separatista fou l'Associaçao dos Indigenas do Enclave de Cabinda (AIEC), creat el 1956, AIEC va defensar la creació d'una unió entre Cabinda i el Congo Belga o el Congo Francès o Congo Mitjà. L'Associacao dos Residentes do Enclave de Cabinda (AREC) va ser fundada el 1959 com a organització humanitària, i fou rebatejada després com a Moviment de la Llibertat per l'Estat de Cabinda (MLEC), canviant la seva funció a un moviment polític que promovia l'autodeterminació.
El MLEC (Moviment de la Llibertat per l'Estat de Cabinda, també Moviment per l'Alliberament l'Estat de Cabinda) estava dirigit per Luis Ranque Franque, que havia treballat amb associacions d'emigrats a Brazzaville. El desembre de 1961 es va dividir i un grup dirigit per Henriques Thiago Nzita va formar el Comitè d'Acció per la Unió Nacional del Poble de Cabinda (CAUNC).
Els mayombe (o Maiombe) viuen als boscos de Cabinda i parlen un dialecte del kikongo, però de fet no foren part dels antics regnes protegits que van formar Cabinda (Congo Portuguès), ja que els mayombe vivien al que fou l'Estat Lliure del Congo i es van aliar als bakongo amb els que van formar l'Aliança dels Bakongo (Abako); però en les divisions colonials una part van quedar dins el Congo Portuguès (com altres grups de parla kikongo) i no van participar en l'Abako ni van mostrar solidaritat amb els bakongo, molt llunyans, sinó que es van decantar per Cabinda i van formar un partit el 1961 anomenat Aliança Mayombe (ALIAMA) sota la direcció de António Eduardo Sozinho.
El Moviment de la Llibertat per l'Estat de Cabinda (MLEC), el Comitè d'Acció per la Unió Nacional del Poble de Cabinda (CAUNC) i l'Aliança Mayombe (ALIAMA) van arranjar finalment les seves diferències i es van fusionar el 1963 en el Front d'Alliberament de l'Enclavament de Cabinda (FLEC), el qual de llavors ençà ha estat el moviment d'autodeterminació més gran en la regió. El MPLA, que el 1964 va intentar prendre peu a Cabinda, no va trobar suport ni a la costa ni a l'interior.
En el mateix any, l'Organització d'Unitat Africana va declarar que Cabinda era un estat governat de manera independent amb el seu moviment d'independència propi. El 10 de gener de 1967 el FLEC va formar un govern a l'exili basat a la ciutat fronterera de Tshela, aleshores al Zaire (avui República Democràtica del Congo). Però les divisions persistien i Nzita va establir el Comitè Revolucionari Cabindès a Pointe Noire (República del Congo), si bé l'organització no es va trencar.
L'agost de 1974, FLEC va absorbir la Unió Democràtica dels Pobles de Cabinda i el Partit Democràtic de Cabinda, esdevenint l'organització política única en Cabinda.
El 1975 el FLEC dominava de fet la regió, i va establir un govern provisional dirigit per Enriques Thiago Nzita. L'1 d'agost de 1975 es va proclamar la independència unilateral i fou proclamat president Luis Branque Franque amb Francisco Xavier Lubota com a primer ministre. Però l'11 de novembre de 1975 Angola va esdevenir independent i el 4 de gener de 1976 les forces de la República Popular d'Angola amb el suport del cubans i militars portuguesos progressistes, van deixar ocupats els principals punts dominats per la república. Això va provocar noves divisions al FLEC. El Front va restar un però dividit en faccions: FLEC-Ranque Franque (dirigit per Luis Ranque Franque); FLEC-N'Zita (dirigit per Henrique Tiago N'Zita) i el FLEC-Lubota (dirigit per Francisco Xavier Lubota). El 1976 es proclamava la independència, aquesta vegada a l'exili de Kampala (Uganda) amb un govern provisional a Kinshasa (aleshores Zaïre).
El novembre de 1977 es va escindir un grup anomenat Comandament Militar per l'Alliberament de Cabinda; el juny de 1979 les Forces Armades per l'Alliberament de Cabinda va fundar un grup polític, el Moviment Popular per l'Alliberament de Cabinda (Movimento Popular de Libertação de Cabinda - MPLC). El 1979 elements incontrolats del FLEC van destruir instal·lacions del ferrocarril Brazzaville-Pointe Noire i això va suposar un conflicte entre el FLEC i el govern del Congo-Brazzaville. El 1988 es va formar el Comitè Comunista de Cabinda (CCC), dirigit per Kaya Mohamed Yay, i ja als anys 1990 la Unió Nacional per l'Alliberament de Cabinda (União Nacional de Libertação de Cabinda - UNLC), dirigida per Lumingu Luis Gimby. En 1981 i 1982 la UNITA va cooperar algunes vegades amb el FLEC, amb suport i logística de Sud-àfrica i el FLEC va arribar a ser anomenat UNIFLEC (o FLEC-UNITA) però realment no era un grup nou ni facció, sinó col·laboracions puntuals contra un enemic comú (a més algunes vegades el FLEC va combatre a la UNITA).
Al començament dels anys 1990 les faccions es van reorganitzar. Llavors de la desena de faccions existents es van formar dos grups armats únics: el FLEC-Facció Renovada, de Antonio Bento Bembe, conegut com a FLEC-Renovada; i el FLEC-FAC (Forces Armades de Cabinda) de Nzita. Als Països Baixos, el 1996, es va crear una nova facció, el FLEC-Lopes, per un grup d'exiliats polítics. El setembre de 2004 les dues faccions principals (Renovada i FAC) van acordar a Helviort (Holanda) restaurar el nom únic de FLEC i reunificar-se sota la presidència de Nzita i amb Bembe de Secretari General. Lubota que havia format el Front Democràtic Cabindès (FDC) va morir a un hospital a Tchiowa l'octubre del 2006. La facció Renovada va establir un alto el foc amb el govern el 2002, i els seus líders van formar el Fòrum Cabindès del Diàleg (FCD), que el 2006 va pactar la pau amb el govern d'Angola. Des de llavors només opera el FLEC-FAC

## Banderes
La primera bandera coneguda és la del MLEC que fou groga amb l'emblema al mig. El 1963 es va adoptar la bandera vermella, groga i blava del FLEC amb l'emblema al mig. Aquesta bandera ha estat utilitzada per les diverses faccions amb petites variacions en l'emblema o afegint sigles. El 1991 la facció "Renovada" va adoptar bandera blanca amb una franja central ocupant 1/3 part de l'alt de la bandera, estant aquest terç dividit en tres parts de tres colors: verd, groc i negre; al centre ocupant 3/5 parts de l'altura de la bandera, un anell vermell. La facció FAC va utilitzar la bandera habitual amb la inscripció en lletres blanques al vol de la franja vermella (i en dos línies): Cabinda / FLEC-FAC. El Comitè Comunista va utilitzar bandera roja amb l'emblema al centre (un Partit Comunista d'Alliberament de Cabinda també utilitzava bandera roja amb falç i martell negre i estrella groga al centre).
La bandera del FLEC fou reconeguda com a nacional (sense l'emblema) per alguns partits. Però el mateix FLEC per la república a l'exili de París té la seva 
pròpia bandera que és blava, groga i negre amb el monument de Simulambuco al centre (en línies negres). Una facció rival té una altra bandera nacional que és taronja, blanca i negre.

### Atac al bus de la selecció de futbol de Togo
El 8 de gener de 2010, mentre era escortat per les forces angoleses a través del disputat territori de Cabinda, el bus de la selecció de futbol de Togo va ser atacat per pistolers mentre viatjava al torneig de la Copa d'Àfrica de Nacions 2010. El tiroteig posterior va provocar la mort de l'entrenador assistent, el portaveu de l'equip i el conductor de l'autobusos, a més de ferir a molts altres.
Una branca del FLEC va reclamar-ne la responsabilitat. Rodrigues Mingas, secretari general del Front per a l'Alliberament de l'Enclave de Cabinda-Posició Militar (Flec-PM), va dir que els seus lluitadors havien intentat atacar els guàrdies de seguretat a mesura que el comboi passava per Cabinda. "Aquest atac no estava dirigit als jugadors togolesos sinó a les forces angoleses al capdavant del comboi", va dir Mingas a la televisió France 24. "Per tant, va ser pura casualitat que els trets afectessin als jugadors. No tenim res a veure amb els togolesos i presentem les nostres condolences a les famílies africanes i al govern de Togo. Estem lluitant per l'alliberament total de Cabinda".